# Rondelle (mécanique)
Pour les articles homonymes, voir Rondelle.

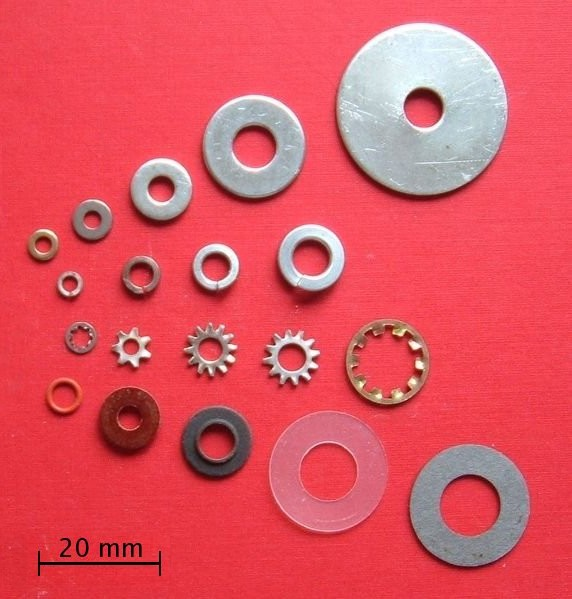
Différentes rondelles.

En mécanique, une rondelle est un disque mince avec un trou, habituellement au centre. Elle est utilisée pour supporter la pression d'une vis.

## Intérêt d'une rondelle

### Préservation de la surface de contact
On peut montrer que lorsqu'une rondelle est intercalée entre une pièce à serrer et la tête de la vis, le mouvement de rotation se produit toujours entre la tête de la vis et la rondelle. Le frottement se limitant entre la rondelle et la vis, on préserve ainsi la surface de la pièce à serrer.
Le calcul démontrant cette propriété est du même type que celui permettant d'obtenir le couple de patinage d'un embrayage.

### Relaxation de la tension
Après serrage, une légère adaptation élastique (matage) des surfaces en contact ou un déplacement des pièces serrées (par exemple à cause de vibrations) peut réduire légèrement l'allongement de la vis et donc faire chuter sa tension (phénomène de relaxation).
Celle-ci diminue d'autant plus que la vis est courte. On risque le desserrage de la liaison si les phénomènes de relaxation de contrainte ou d'usure conduisent à la détente de l'assemblage.
La rondelle contribue à réduire la raideur d'une vis en augmentant sa longueur en tension. Pour un même couple de serrage, sa déformation élastique est donc plus importante ce qui la rend moins sensible à la relaxation de l'assemblage précontraint (ainsi qu'aux efforts extérieurs).

### Freinage de vis
On utilise souvent des rondelles de formes plus complexes qui vont mieux adhérer à la bride et à la tête de la vis pour freiner — voire entraver — toute rotation de la vis (idem pour l'écrou) qui conduirait à un desserrage de la liaison.

## Rondelles d'appui

### Rondelles plates
Ce sont les rondelles les plus simples et les plus courantes. Le diamètre extérieur dépend du diamètre intérieur et de la série (Z, M, L et LL). Il existe également une série épaisse et une normale. La tolérance sur l'épaisseur est également normalisée (série usinée U ou normale N).
Il existe une grande quantité de matériaux (acier à ressort, inox…) et traitements de surface (nu, zingage, cadmiage…).
Avec d le diamètre nominal intérieur, t l'épaisseur et D le diamètre extérieur (dimensions en mm) :
| Type | S (étroite) | S (étroite) | N (normale) | N (normale) | L (large) | L (large) |
| ---- | ----------- | ----------- | ----------- | ----------- | --------- | --------- |
| d    | t           | D           | t           | D           | t         | D         |
| 1,6  | 0,5         | 3,5         | 0,5         | 5           | 0,5       | 6         |
| 2    | 0,6         | 4,5         | 0,6         | 5           | 0,6       | 6         |
| 2,5  | 0,6         | 5           | 0,6         | 6           | 0,6       | 8         |
| 3    | 0,6         | 6           | 0,6         | 7           | 0,8       | 9         |
| 4    | 0,8         | 8           | 0,8         | 9           | 1         | 12        |
| 5    | 1           | 9           | 1           | 10          | 1         | 15        |
| 6    | 1,6         | 11          | 1,6         | 12          | 1,6       | 18        |
| 8    | 1,6         | 15          | 1,6         | 16          | 2         | 24        |
| 10   | 2           | 18          | 2           | 20          | 2,5       | 30        |
| 12   | 2           | 20          | 2,5         | 24          | 3         | 37        |
| 16   | 3           | 30          | 3           | 32          | 3         | 40        |
| 20   | 3           | 36          | 3           | 40          | 3         | 50        |
| 24   | 4           | 45          | 4           | 50          | 4         | 60        |
| 30   | 4           | 52          | 4           | 60          | 4         | 70        |

### Rondelles cuvettes
Elles correspondent aux vis à têtes fraisées

### Rondelles à portée sphérique
Elles doivent être utilisées avec un écrou à portée sphérique. Ce montage permet alors de serrer sur une surface non perpendiculaire à l'axe du boulon.

## Rondelles élastiques

### Rondelles coniques

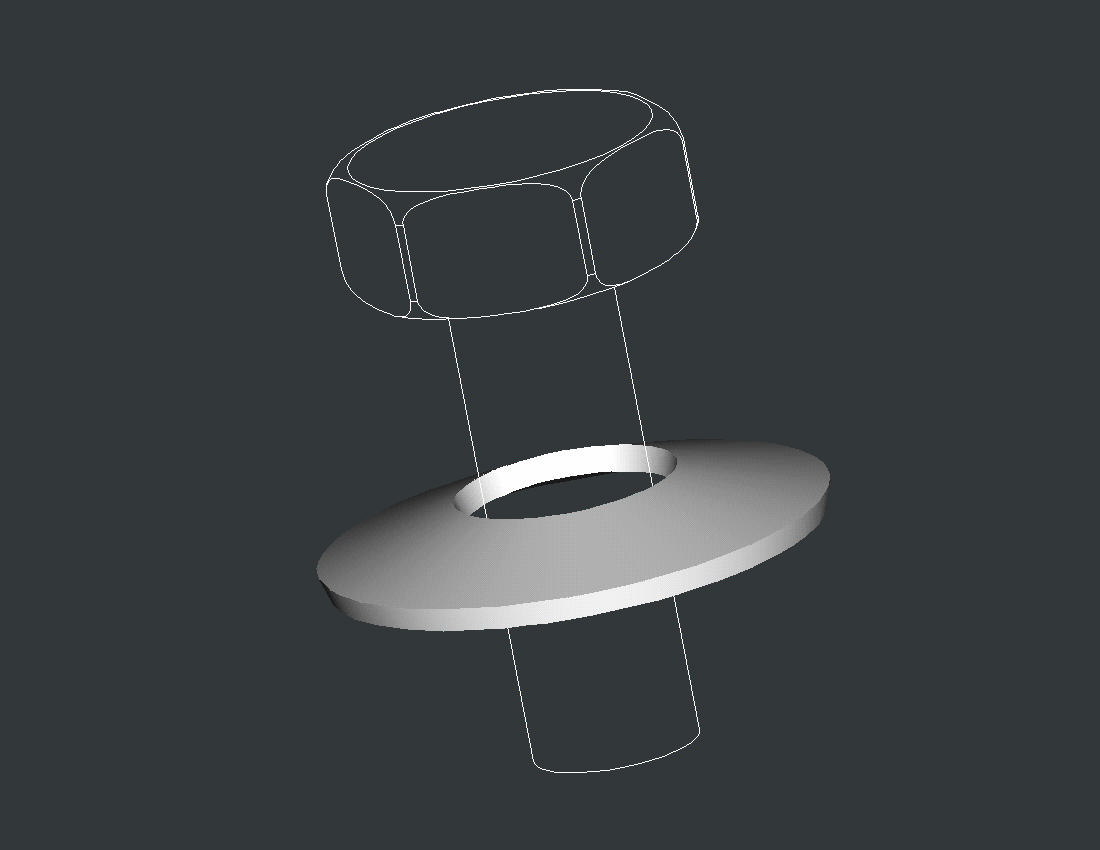
Vue d'une rondelle Belleville.

Également appelée « rondelle Belleville » (ou encore « rondelle ressort »), cette rondelle a la forme d'un cône qui disparait par écrasement au moment du serrage. Cette rondelle se comporte donc, dans le sens axial, comme un ressort de grande raideur et de faible encombrement. Elle permet donc de maintenir le serrage en cas de relaxation de la tension importante, de dilatations, de vibrations…
Son élasticité est souvent utilisée pour constituer des ressorts compacts de grande raideur, par empilement de plusieurs rondelles.
Ces rondelles peuvent être striées pour augmenter leur capacité à limiter les desserrages.

### Rondelles ondulées

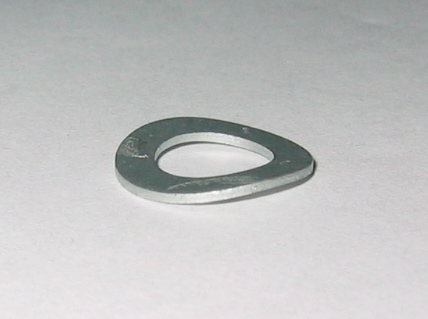
Rondelle ondulée.

Ces rondelles sont essentiellement utilisées avec les matériaux tendres (bronzes, plastiques…). Le serrage aplatit la rondelle, mais l'apport de l'élasticité est conservé.
Leur géométrie peut présenter une, deux, trois ou quatre ondulations. Imbriquées les unes sur les autres, elles peuvent former un ressort ondulé.

### Rondelles Grower

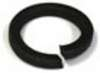
Rondelle Grower.

Les rondelles Grower présentent une coupure et sont déformées de manière à empêcher un desserrage du montage. Elles sont souvent utilisées par habitude dans les assemblages non optimisés (référence : NF E25-516 (2009-06-01)).
Ces rondelles peuvent être améliorées par la présence de becs à la coupure. L'efficacité est alors augmentée par l'incrustation des bords de la rondelle dans l'écrou (ou dans la tête de la vis), ainsi que dans la pièce.

## Rondelles freins à dents

### Rondelle à dents
Aussi appelées « rondelles à crans » ou « rondelles éventail ». Le freinage est amélioré par un grand nombre de dents incrustées dans les pièces assemblées.
L'incrustation permet également un meilleur contact électrique.
- Rondelle à dents extérieures
- Rondelle à dents intérieures
- Rondelle à double denture

### Rondelles à sécurité absolue
- Rondelle à créneaux pour écrous à encoche
- Rondelle à plaquette